# JS 7.62毫米狙击步枪
JS 7.62毫米狙击步枪是一款由中国重庆市建设工业（集团）总公司所研制、中国兵器装备集团生产的手动狙擊步槍，发射7.62×54毫米俄羅斯口徑步枪子彈（包括53式7.62毫米普通弹）。目前有少量被中国人民解放军、武警和公安警察部队所采用。

## 歷史
JS 7.62毫米狙击步枪在2003年年初设计，以滿足一枝可於800米范围以内进行精密射击，消灭有生目标，使用7.62毫米步枪子彈的专用狙击步枪的需求。JS 7.62狙击步枪的衍生型项目與12.7 JS反器材狙击步枪同时设计。该枪从立项、实地测试到样枪使用了8个月的时间，研制成功以后，在2005年5月举行的北京国际警用装备展览上首度显出了JS 7.62狙击步枪，其后亦在国外军事展上出现。根据反馈显示，狙击步枪系统让7.62毫米子弹贯穿大于6毫米的住宅墙体，并在整个8个月的实地测试中没有发生故障，表现出高承受程度。
邹义洪工程师担任JS 7.62毫米狙击步枪的主任设计师。

## 設計細節
JS 7.62毫米狙击步枪使用7.62×54毫米苏联子弹，它也可被用来取代解放军79式和85式精確射手步枪。JS 7.62具有传统的设计，在手枪握把和扳机的前方可装上其5发可拆卸式弹匣用以供弹。它采用了一个手槍握把设计，位于右侧的保险选择桿，拉机柄的旁边。由于枪身大多是由高强度轻质鋁合金制造，它在没有装上弹匣的重量为5.5公斤。
枪管采用弹道枪枪管制造工艺，精度高，公差小。枪管壁的最小厚度大于6毫米，使枪管在使用中不易变形。枪管的外表面有纵向长型凹槽，既能够减轻重量也增加了刚性，而且提高了散热效率。与最现代化的时代的狙击步枪类似的是，它在枪口使用一个新型三角形设计的制退器以减少後座力。
枪托部分根据比赛枪设计，槍托底板（英語：Buttplate）和托腮板（高度調整）的调节座分别被兩颗紧定螺钉固定在枪托上。槍托底板可以前后、上下调节；托腮板不仅可以左右、上下调节，还可以沿托腮板轴翻转和沿托腮板支撑螺柱旋转，甚至可以使托腮板旋转到右侧，方便了左撇子使用者。槍托底板采用很厚的橡膠材料制造，有较好的缓冲效果。
JS 7.62毫米狙击步枪的铝合金下护木采用悬臂形式装上，三角形下护手握持牢靠有力；而两脚架以螺钉固定在悬臂式铝合金下护木的前端，可向后折叠。两脚架避免了在枪管上增力附件，以提高其射击精度。手枪握把前方设有手指凹槽的设计以便握持，射击时也比较稳定和准确。使用者可根据自身射击习惯调节扳机力大小。较长的拉机柄的优点是闭锁动作比较省力，缺点是容易勾挂，研究所正考虑将其减短。
机匣顶部固定了一段MIL-STD-1913戰術導軌，由于沒有機械瞄具（照門及準星），必需品利用这战术导轨以安装不同类型的日间／夜间光学狙擊鏡、紅點鏡、全息瞄準鏡、棱鏡式瞄準鏡、夜視鏡或热成像仪，例如为JS 7.62毫米狙击步枪而研制的3～9倍变倍白光及夜间狙击镜。
下護手和機匣以及槍托部件與機匣的連接方式都采用了空心銷。空心銷連接屬於過盈配合，不僅具有彈性，而且更加牢固。該銷拆卸後可重複使用。適用於連接面較大的部件。實心銷拆卸方便，但是不能重複使用。適用於連接面較小的部件。
强调精度，注意已付平滑的扳机，使扳机行程更短，扣力更轻，感觉更平滑以提高其准确性。在多次试验的结果发现，JS 7.62的射击精度比88式狙击步枪更为准确。

## 使用国
- ：少量採用。[1]
- 中华人民共和国：少量被中国人民解放军、武警和公安警察部队所采用。[3]
- 印度：少量採用。[1]

## 資料來源
1. 1 2 3 4 5 6  .   [2014-11-15]. （原始内容存档于2010-09-14）.
2. ↑  .   [2013-04-28]. （原始内容存档于2012-01-05）.
3. 1 2 3 4 5 6 7 8 9  .   [2017-10-31]. （原始内容存档于2019-12-23）.
4. ↑  .   [2013-05-19]. （原始内容存档于2014-11-29）.

## 外部連結
- （简体中文）—D Boy Gun World（槍炮世界）—JS 7.62mm狙击步枪 （页面存档备份，存于）
- （简体中文）—中华网—国产新型JS 7.62mm 狙击步枪专访